# ماري إليزابيث مور
ماري إليزابيث مور (بالإنجليزية: Mary Elizabeth Moore)‏ هي ثيولوجية أمريكية، ولدت في 16 يناير 1945.